# 維拉瓊卡拉山
17°09′22″S 69°54′27″W / 17.15611°S 69.90750°W
維拉瓊卡拉山（Wila Chunkara），是秘魯的山峰，位於該國東南部普諾大區，由卡帕索區和聖羅薩區負責管轄，屬於安地斯山脈的一部分，海拔高度4,800米。